# Dipinti di Nicolas Poussin
La tabella seguente è una lista delle opere pittoriche eseguite dall'artista francese Nicolas Poussin (anche noto come Niccolò Pussino). Le attribuzioni delle opere variano da uno storico dell'arte all'altro: in particolare, Jacques Thuillier, nel 1994, descrisse come autentici 224 dipinti, anche se riguardo 33 di questi c'erano dei dubbi più o meno importanti. Alcune attribuzioni possono essere cambiate da allora. Inoltre, sono stati riscoperti dei dipinti precedentemente ritenuti perduti. Questa lista non può quindi considerarsi realmente esaustiva.
| Immagine | Titolo                                                               | Data                            | Dimensioni                               | Note | Collezione                                                                          | Numero d'inventario in Thuillier/Blunt |
| -------- | -------------------------------------------------------------------- | ------------------------------- | ---------------------------------------- | --- | ----------------------------------------------------------------------------------- | -------------------------------------- |
|          | San Dionigi l'Areopagita incoronato da un angelo o San Dionigi       | 1620–1621 circa                 | 173 x 108 cm                             | Dipinto proveniente dalla chiesa di San Germano d'Auxerre. | Rouen, museo di belle arti                                                          | 3/R51                                  |
|          | La morte di Chione                                                   | 1622                            | 109,5 x 159,5 cm                         | Attribuito da Denis Mahon nel 1998. Acquistato nel 2016. | Lione, museo di belle arti                                                          |                                        |
|          | La morte della vergine                                               | 1623                            | 202 x 137 cm                             | Da una pala d'altare commissionata dall'arcivescovo di Parigi Jean-François de Gondi per la cattedrale di Notre-Dame, sequestrata durante la rivoluzione francese e depositata nel Louvre. Venne inviata a Bruxelles nel 1803 e se ne persero le tracce nel 1814. Venne riscoperta nel 2000 in una chiesa di Sterrebeek, una città vicino Zaventem. | Sterrebeek, chiesa di san Pancrazio                                                 | 11/91                                  |
|          | L'esposizione di Mosè                                                | 1624 circa                      | 145 x 196 cm                             | Acquistato a Parigi nel 1742 da Augusto III di Polonia. | Dresda, Gemäldegalerie Alte Meister                                                 | 15/10                                  |
|          | Il trionfo d'Ovidio                                                  | 1624–1625 circa                 | 148 x 176 cm                             | Anthony Blunt ne contesta l'attribuzione. | Roma, Palazzo Corsini                                                               | 13/R92                                 |
|          | Rinaldo e Armida                                                     | 1624–1625 circa (or 1630?)      | 80 x 107 cm                              | Il quadro si trovava in Inghilterra già nel 1804, facendo parte della collezione Noël Desenfans. | Londra, Dulwich Picture Gallery                                                     | 20/202                                 |
|          | Cefalo e Aurora                                                      | 1624–1625 circa                 | 79 x 152 cm                              | Acquistato dalla collezione Worsley prima del 1770. | York, Hovingham Hall, Worsley collezione                                            | 25/145                                 |
|          | Venere e Adone                                                       | 1624–1625 circa                 | 98.5 x 134.6 cm                          | Anthony Blunt ne contesta l'attribuzione. | Fort Worth, Kimbell Art Museum                                                      | 30/R107                                |
|          | Putto con corno                                                      | 1624–1625 circa                 | 54,8 x 51,8 cm                           | Presente nella collezione dal 1713. Anthony Blunt ne contesta l'attribuzione. | Roma, Palazzo Pallavicini Rospigliosi                                               | 31/161 (copia)                         |
|          | Marte e Venere                                                       | 1624–1625 circa                 | 84,3 x 145,5 cm                          | Venduto da Jean-Baptiste de La Feuille a Luigi XIV nel 1671. Pierre Rosenberg lo identificò come autentico nel 2014. | Parigi, Museo del Louvre                                                            | R84/R104                               |
|          | Venere con Amore e un uomo che porta frutta                          | 1624–1626 circa                 | 71 x 96 cm                               | Menzionato nell'inventario degli Elettori della Sassonia nel 1722. Attribuzione incerta. | Dresda, Gemäldegalerie Alte Meister                                                 | 28/189                                 |
|          | Mercurio, Erse e Aglauro                                             | 1624–1626 circa                 | 53,5 x 77,5 cm                           | Dalla collezione di Jacques-Édouard Gatteaux. Venne danneggiato dalle fiamme durante la Comune di Parigi del 1871. | Parigi, École nationale supérieure des beaux-arts                                   | 29/164                                 |
|          | La Vierge à l'Enfant avec saint Jean Baptiste                        | 1624–1626 circa                 | 67 cm di diametro                        | Dipinto attribuito dall'Ufficio dei Beni e degli Interessi privati nel 1950 (Museos Nationaux Récupération, MNR), poi conservato al museo dell'hôtel Lallemant di Bourges nel 1954. Attribuzione di Pierre Rosenberg (2015, S17), rifiutata da Blunt e da Thuillier.                                                                                | Bourges, Museo di arti decorative, hôtel Lallemant                                  | R27/R26                                |
|          | Rinaldo e Armida                                                     | 1625 circa                      | 95 x 133 cm                              | Acquistato da Caterina II di Russia ed inviato a Mosca nel 1930. | Mosca, Museo Puškin                                                                 | 16/203                                 |
|          | Battaglia di Gedeone contro Madian                                   | 1625–1626 circa                 | 98 x 137 cm                              | Commissionato dal nobile romano Marcello Sacchetti. | Roma, Pinacoteca Vaticana                                                           | 21/31                                  |
|          | La battaglia di Giosuè contro gli Amorriti                           | 1625–1626                       | 97,5 x 134 cm                            | Riscontro della Battaglia di Giosuè contro gli Amaleciti. Venne venduto da Poussin per sette scudi e acquistato da Caterina II di Russia. | Mosca, Museo Puškin                                                                 | 18/30                                  |
|          | La battaglia di Giosuè contro gli Amaleciti                          | 1625–1626                       | 97,5 x 134 cm                            | Riscontro della Battaglia di Giosuè contro gli Amorriti. Venne venduto da Poussin per sette scudi e acquistato da Caterina II di Russia. | San Pietroburgo, Ermitage                                                           | 17/29                                  |
|          | Baccanale o Bacco e Arianna                                          | 1625–1626                       | 122 x 169 cm                             | Menzionato nel catalogo del Palazzo Reale della de San Ildefonso nel 1746. Attribuzione rifiutata da Blunt ma confermata da Thuillier e Rosenberg. | Madrid, Museo del Prado                                                             | 24/R66                                 |
|          | Cefalo e Aurora                                                      | 1625–1626 circa                 | 96,9 x 131,3 cm                          | Acquistato dalla National Gallery nel 1831. La datazione potrebbe essere 1626–1627 da un marchio sul retro. | Londra, National Gallery                                                            | 43/144                                 |
|          | Venere e Adone                                                       | 1625–1626 (vers)                | 75 x 100 cm                              | Presente della collezione di Sir Joshua Reynolds nel 1766. | Providence, Museo d'arte della Rhode Island School of Design                        | 42/185                                 |
|          | Annibale attraversa le Alpi su un elefante                           | 1625–1626 (vers)                | 100 x 133 cm                             | Dalla collezione di Cassiano dal Pozzo. Attribuito da Blunt ma non da Thuillier. Venduto all'asta nel luglio 2013. | Collezione privata                                                                  | B12/157                                |
|          | Paesaggio con ninfe e satiro o Amor Omnia Vincit                     | 1625–1627 circa                 | 97 x 127,5 cm                            | Attribuzione di Pierre Rosenberg, rifiutata da Blunt e da Thuillier; Blunt l'attribuisce a Pier Francesco Mola. | Cleveland, Museum of Art                                                            | R124/R58                               |
|          | Paesaggio con Numa Pompilio e la Ninfa Egeria                        | 1625–1628 circa                 | 100 x 75 cm                              | Acquistato dal duca d'Aumale con la collezione di Frédéric Reiset. | Chantilly, Museo Condé                                                              | 60/168                                 |
|          | Strage degli innocenti                                               | 1625–1629 circa                 | 147 x 171 cm                             | Dipinto realizzato per Vincenzo Giustiniani. Acquistato dal duca d'Aumale nel 1854. | Chantilly, Museo Condé                                                              | 19/67                                  |
|          | Rebecca al pozzo                                                     | 1626 circa                      | 93,3 × 117,5 cm                          | Dalla collezione Cassiano Dal Pozzo, riscoperto da Denis Mahon, da lui comprato e venduto nel 1964 con l'attribuzione a Pietro Testa. Attribuzione rifiutata da Thuillier, mais confermata da Rosenberg. | New York, collezione Wildenstein                                                    |                                        |
|          | Il lamento di Venere su Adone                                        | 1626                            | 57 x 128 cm                              | Menzionato nell'inventario del cardinale Angelo Giori. Presente nella collezione reale francese In nel 1683, venne inviato a Caen in 1804. | Caen, Museo di belle arti                                                           | 26/186                                 |
|          | La distruzione del tempio di Gerusalemme                             | 1626                            | 145,8 x 194 cm                           | Dipinto per il cardinale Barberini, che pagò Pussino 61 scudi per realizzarlo il 3 Febbraio 1626. Passò nelle collezioni del cardinale Richelieu, se ne persero le tracce alla fine del diciottesimo secolo. Venne riscoperto nel 1995 e donato al Museo d'Israele nel 1999.                                                                        | Gerusalemme, Museo d'Israele                                                        | 35/                                    |
|          | Paesaggio con Venere e Adone                                         | 1626 circa                      | 77 x 202 cm (74,5 x 112 cm + 77 x 88 cm) | Dalla collezione Del Pozzo. Venne tagliato in due parti nel diciottesimo secolo e venne riunito nel 2009. | Montpellier, Museo Fabre                                                            | 22/R105                                |
|          | Apollo e Dafne                                                       | 1626 circa                      | 97 x 131 cm                              | Menzionato nell'inventario degli Elettori della Baviera nel 1722. | Monaco di Baviera, Alte Pinakothek                                                  | 23/130                                 |
|          | Apollo e Dafne                                                       | 1626 circa                      | 63 x 77 cm                               | | Collezione privata                                                                  |                                        |
|          | La morte di Euridice                                                 | 1626 circa                      | 63 x 77 cm                               | | Collezione privata                                                                  |                                        |
|          | Baccanale di Putti I                                                 | 1626                            | 56 x 76 cm                               | Tempera. Presente nella collezione del cardinale Chigi, rimase a Palazzo Chigi fino al 191. Entrò nella collezione nazionale italiana nel 1979. | Roma, Galleria Nazionale d'Arte Antica, palazzo Barberini                           | 36/192                                 |
|          | Baccanale di Putti II                                                | 1626                            | 74 x 85 cm                               | Tempera. Presente nella collezione del cardinale Chigi, rimase a Palazzo Chigi fino al 191. Entrò nella collezione nazionale italiana nel 1979. Non è un riscontro del precedente. | Roma, Galleria Nazionale d'Arte Antica, palazzo Barberini                           | 37/193                                 |
|          | Lamento sul corpo di Cristo                                          | 1626                            | 102 x 148 cm                             | Presente nelle collezioni dell'Elettore di Baviera nel diciottesimo secolo. | Monaco di Baviera, Alte Pinakothek                                                  | 38/82                                  |
|          | Venere sorpresa dai satiri                                           | 1626                            | 77 x 100 cm                              | Attribuzione rifiutata da Blunt e da Thuillier, ma poi riattribuito a Poussin. | Zurigo, Kunsthaus                                                                   | B7/R113                                |
|          | Scena bacchica                                                       | 1626 circa                      | 96 x 74,5 cm                             | Menzionato nel 1749 nella collezione di Guglielmo VIII d'Assia-Kassel. | Kassel, Castello di Wilhelmshöhe                                                    | 44/198                                 |
|          | La deposizione dalla croce                                           | 1626 circa                      | 119 × 98 cm                              | Dalla collezione di Heinrich von Brühl, che venne acquistata da Caterina II di Russia nel 1768. | San Pietroburgo, Ermitage                                                           | 39/80                                  |
|          | L'Enfance de Bacchus                                                 | 1626 circa                      | 135 x 168 cm                             | Acquistato dal duca d'Aumale in Inghilterra nel 1859. | Chantilly, Museo Condé                                                              | 46/134                                 |
|          | L'orto degli Olivi o L'agonia nel giardino                           | 1627 circa                      | 62 x 49 cm                               | Olio su rame. Precedentemente nella collezione Dal Pozzo, riscoperto nel 1985. | Collezione privata                                                                  | 27/L30                                 |
|          | L'orto degli Olivi                                                   | 1626 circa o 1628               | 60,5 x 47 cm                             | Olio su rame. Precedentemente nella collezione Barberini. Venne venduto all'asta per 6,7 milioni di dollari ad un acquirente privato nel gennaio 1999. | Collezione privata                                                                  | 88                                     |
|          | Elio e Fetonte con Saturno e le quattro Stagioni                     | 1626–1627 circa                 | 122 x 153 cm                             | Si trovava a Parigi nel 1674, poi a Potsdam nel 1773. | Berlino, Gemäldegalerie                                                             | 51/172                                 |
|          | L'educazione di Bacco                                                | 1626–1627 circa                 | 97 x 136 cm                              | Acquistato dalla collezione reale francese prima del 1683. Anthony Blunt ne contesta l'attribuzione. | Parigi, Museo del Louvre                                                            | 50/R64                                 |
|          | L'infanzia di Bacco                                                  | 1626–1627 circa                 | 75 x 97 cm                               | | Londra, National Gallery                                                            | 52/133                                 |
|          | Venere e Mercurio e il Concerto d'amore                              | 1626–1627 circa                 | 78 x 85 cm et 57 x 51 cm                 | Il quadro originale è noto grazie ad un disegno conservato al Louvre. Venne tagliato nel corso del diciottesimo secolo. | Londra, Dulwich Picture Gallery e Parigi, Museo del Louvre                          | 34/184                                 |
|          | La Vierge à l'enfant                                                 | 1626–1627 circa                 | 58,5 x 49,5 cm                           | Dalla collezione Dal Pozzo. Riscontro della Pietà di Cherbourg, ridipinto. | Brighton, Preston Manor                                                             | 40                                     |
|          | Pietà                                                                | 1626–1627 circa                 | 57,5 x 48,5 cm                           | Dalla collezione Dal Pozzo. Riscontro della Vierge à l'enfant di Cherbourg. | Cherbourg, Museo Thomas-Henry                                                       | 41/81                                  |
|          | Bacco ed Erigone o Bacco-Apollo                                      | 1626–1627 circa (o 1628 circa?) | 98 x 73,5 cm                             | Usato originariamente per un dipinto su Bacco-Erigone, poi ridipinto da Poussin con un Bacco-Apollo. Venne ridipinto in seguito per censurare i genitali dei personaggi. | Stoccolma, Museo nazionale                                                          | 53/135                                 |
|          | Ninfa e satiro che beve                                              | 1626–1628                       | 74 x 60 cm                               | Copia del dipinto di Mosca, considerata di Poussin stesso. | Madrid, Museo del Prado                                                             | 45a/200                                |
|          | Ninfa e satiro che beve                                              | 1626–1628                       | 77 x 62 cm                               | Copia del dipinto del Prado, considerata di Poussin stesso. | Mosca, Museo Puškin                                                                 | 45b/200                                |
|          | Mida si lava alle sorgenti del fiume Pattolo                         | 1626–1628 circa                 | 97,5 x 72,5 cm                           | Acquistato dal museo nel 2021. | New York, Metropolitan Museum of Art                                                | 47/165                                 |
|          | Mida si lava alle sorgenti del fiume Pattolo                         | 1626–1628 circa                 | 50 x 66 cm                               | Rubato il 19 Febbraio 2011 e ritrovato il 4 maggio 2012. | Ajaccio, Museo Fesch                                                                | 48/166                                 |
|          | Marsia e Olimpo                                                      | 1626–1628 circa                 | 102,5 x 89,5 cm                          | Riscoperto nel 1969 da Pierre Rosenberg, acquistato dal Museo del Louvre e restituito ai legittimi proprietari nel 1978 dopo un procedimento giudiziario. | Collezione privata                                                                  | 49                                     |
|          | Narciso                                                              | 1626–1629 circa                 | 53 x 41,9 cm                             | Riscoperto e venduto all'asta nel 1997. | Collezione privata                                                                  |                                        |
|          | Venere sorpresa dai satiri                                           | 1627                            | 66 x 50,8 cm                             | Attribuzione rifiutata da Blunt e da Thuillier, ma poi riattribuito d a Rosenberg dopo un esame ai raggi X. | Londra, National Gallery                                                            | B8/R113                                |
|          | L'ispirazione del poeta lirico                                       | 1627 circa                      | 94 x 69,5 cm                             | Presente nella collezione dell'Elettore di Hannover nel 1779. | Hannover, Niedersächsisches Landesmuseum Hannover                                   | 72/125                                 |
|          | Annunciazione                                                        | 1627 circa                      | 75 x 95 cm                               | Dall'anctica collezione Frédéric Reiset. Attribuzione di Blunt, talvolta attribuito a Charles Mellin, rifiutata da Thuillier e Rosenberg mais poi accettata da quest'ultimo. | Chantilly, Museo Cordé                                                              | B15/38                                 |
|          | Aci e Galatea                                                        | 1627–1628                       | 97 x 135 cm                              | Donato alla galleria nel 1916. | Dublino, Galleria nazionale d'Irlanda                                               | 54/128                                 |
|          | Et in Arcadia Ego                                                    | 1627–1628                       | 101 x 82 cm                              | Presente nella collezione di Louis-Henri de Loménie de Brienne (figlio di Henri-Auguste de Loménie) alla fine del diciassettesimo secolo. Entrò a far parte della collezione di William Cavendish, IV duca di Devonshire nel 1761. | Chatsworth House, Devonshire collezione                                             | 67/119                                 |
|          | Baccanale con suonatrice di liuto                                    | 1627–1628                       | 121 × 175 cm                             | Acquistato dal cardinale Richelieu e poi finito nelle collezioni reali. | Parigi, Museo del Louvre                                                            | 55/140                                 |
|          | Eco e Narciso                                                        | 1628                            | 74 x 100 cm                              | Acquistato da Luigi XIV prima del 1683. | Parigi, Museo del Louvre                                                            | 57/151                                 |
|          | La morte di Germanico                                                | 1628                            | 146 x 195 cm                             | Dipinto per il cardinale Francesco Barberini. Fu di proprietà degli eredi fino alla sua vendita nel 1958. | Minneapolis, Institute of Arts                                                      | 58/156                                 |
|          | Il trionfo di Flora                                                  | 1628                            | 165 x 241 cm                             | Presente nella collezione del cardinale Omodei. Venne acquistato nel 1684–1685 da Luigi XIV. | Parigi, Museo del Louvre                                                            | 56/154                                 |
|          | Il massacro degli innocenti                                          | 1628                            | 97 x 132 cm                              | Attribuzione confermata da Blunt ma rifiutata da Thuillier. | Parigi, Museo du Petit Palais                                                       | B2/66                                  |
|          | Martirio di Sant'Erasmo                                              | 1628–1629                       | 99 x 74 cm                               | Modello per il dipinto realizzato per la basilica di san Pietro. Dopo essere stato presente nella collezione Barberini, entrò nella collezione del museo nel 1972. | Ottawa, National Museum of Canada                                                   | 68/98                                  |
|          | Martirio di Sant'Erasmo                                              | 1628–1629                       | 320 x 186 cm                             | Commissionato nel 1628 dal cardinale Francesco Barberini per una cappella laterale della basilica di san Pietro. | Roma, Pinacoteca Vaticana                                                           | 69/97                                  |
|          | Mida e Bacco                                                         | 1628–1629                       | 98 x 130 cm                              | Presente a Monaco di Baviera dal 1787. | Monaco di Baviera, Alte Pinakothek                                                  | 65/R89                                 |
|          | Selene ed Endimione                                                  | 1628–1630 (vers)                | 122 x 169 cm                             | Forse presente nella collezione di Giulio Mazzarino e poi in quella di Joseph Fesch. Varie ridipinture vennero realizzate da Pussino stesso. | Detroit, Institute of Arts                                                          | 66/149                                 |
|          | Marte e Venere                                                       | 1628–1630 circa                 | 155 x 213 cm                             | Precedentemente nella collezione Dal Pozzo. | Boston, Museum of Fine Arts                                                         | 61/183                                 |
|          | L'Ispirazione del Poeta                                              | 1629                            | 183 x 213 cm                             | Presente nella collezione di Thomas Charles Hope nel 1824, acquistato dal Louvre nel 1911. Varie ridipinture vennero realizzate da Pussino stesso. | Parigi, Museo del Louvre                                                            | 79/124                                 |
|          | Apparizione della Vergine a san Giacomo il Maggiore                  | 1629–1630 circa                 | 301 × 242 cm                             | Forse dipinto per un altere per la chiesa di san Giacomo a Valenciennes. Venne acquistato dal duca di Richelieu ed entrò nella collezione reale francese nel 1665. | Parigi, Museo del Louvre                                                            | 75/102                                 |
|          | Sainte Famille avec saint Jean Baptiste                              | 1629–1630                       | 101 x 75,5 cm                            | Precedentemente nella collezione di Heinrich Thyssen. | Karlsruhe, Staatliche Kunsthalle                                                    | 74/48                                  |
|          | Mosè rende dolci le acque di Mara                                    | 1629–1630 circa                 | 152 x 210 cm                             | Entrò nella collezione di Simon Harcourt, I conte Harcourt nel 1755. Venne venduto all'asta nel 1948. | Baltimora, Museum of Art                                                            | 76/28                                  |
|          | Il ritorno dall'Egitto                                               | 1629–1630 circa                 | 112 x 94 cm                              | Forse è la prima versione del dipinto oggi conservato a Cleveland. | Londra, Dulwich Picture Gallery                                                     | 77/68                                  |
|          | Sacra famiglia o Le Repos pendant la fuite en Égypte                 | 1629–1630 circa                 | 76 x 63 cm                               | Precedentemente nella collezione del dottor Rudolph Heinemann, poi donato al museo nel 1996. | New York, Metropolitan Museum of Art                                                | 78/63                                  |
|          | Il trionfo di David                                                  | 1629–1630 circa                 | 100 x 130 cm                             | Nella collezione del cardinale Girolamo Casanate dal 1664. | Madrid, Museo del Prado                                                             | 73/34                                  |
|          | Le Repos pendant la fuite en Égypte                                  | 1630 circa                      | 88 x 67 cm                               | Forse presente nella collezione di Pierre Crozat, poi spostato in Inghilterra nel diciannovesimo secolo. | Winterthur, Museo Oskar Reinhart « Am Römerholz »                                   | 80/64                                  |
|          | Assunzione della Vergine                                             | 1630–1632 circa                 | 134,4 × 98,1 cm                          | Attribuzione confermata da Blunt ma rifiutata da Thuillier e Rosenberg (1994). | Washington, National Gallery of Art                                                 | B20/92                                 |
|          | Bambini e cani                                                       | 1630–1633 circa                 | 67,5 x 50 cm                             | Frammento di una tela più grande il cui soggetto è ignoto. Presente nella collezione di Pierre Crozat,che venne acquistata da Caterina II di Russia. | San Pietroburgo, Ermitage                                                           | 32/195                                 |
|          | Peste di Azoth                                                       | 1631                            | 148 x 198 cm                             | Venne finito alla fine del 1630 e venduto per 110 scudi. Presente nella collezione del cardinale Richelieu. | Parigi, Museo del Louvre                                                            | 81/32                                  |
|          | Venere con fauno e putti                                             | 1631 circa                      | 72 x 56 cm                               | Acquistato da Caterina II di Russia nel 1771. | San Pietroburgo, Ermitage                                                           | 82/199                                 |
|          | Putti che giocano                                                    | 1631 circa                      | 95 x 72 cm                               | Forse dalla collezione di Pierre Crozat, che venne venduta a Caterina II di Russia. | San Pietroburgo, Ermitage                                                           | 83/196                                 |
|          | Impero di Flora                                                      | 1631                            | 131 x 181 cm                             | Venduto per 100 scudi. Presente nelle collezioni dell'elettore di Sassonia dal 1722. | Dresda, Gemäldegalerie Alte Meister                                                 | 84/155                                 |
|          | Tancredi ed Erminia                                                  | 1631                            | 98 x 147 cm                              | Acquistato a Parigi nel 1765 da Caterina II di Russia. | San Pietroburgo, Ermitage                                                           | 86/206                                 |
|          | Parnaso o Apollo e le muse                                           | 1631–1632                       | 145 x 197 cm                             | Presente nella collezione reale spagnola dal 1746. | Madrid, Museo del Prado                                                             | 85/129                                 |
|          | Il trionfo di Davide                                                 | 1631–1633 circa                 | 117 x 146 cm                             | La provenienza precedente all'acquisto del museo è ignota. Attribuzione dubbia di Mahon, Blunt e Thuillier. | Londra, Dulwich Picture Gallery                                                     | 91/33                                  |
|          | Baccanale davanti a una statua di Pan                                | 1632–1633                       | 98 x 142,8 cm                            | Acqustato nel 1826. | Londra, National Gallery                                                            | 87/141                                 |
|          | Il ritorno dall'Egitto                                               | 1632–1633                       | 134 x 99 cm                              | Dalla collezione del principe del Liechtenstein, venduto nel 1952. | Cleveland, Museum of Art                                                            | 89/s.n.                                |
|          | La vergine come patrona di Spoleto                                   | 1633 circa                      | 48 x 37 cm                               | Olio su legno. | Londra, Dulwich Picture Gallery                                                     | 97/94                                  |
|          | L'adorazione dei Magi                                                | 1633                            | 160 x 182 cm                             | Acquistato nel 1742 a Parigi da Augusto di Sassonia. Firmato come Accad. rom. Nicolaus Pusin faciebat Romae 1633. | Dresda, Gemäldegalerie Alte Meister                                                 | 93/44                                  |
|          | L'adorazione dei pastori                                             | 1633–1634                       | 98 x 74 cm                               | Forse proveniente dalla collezione of Joshua Reynolds, passò alla famiglia Beauchamp ed entrò a far parte della National Gallery n el1957. Firmato N. Poussin fe. su una pietra in primo piano. | Londra, National Gallery                                                            | 92/40                                  |
|          | Danza alla musica del Tempo                                          | 1633–1634 circa                 | 83 x 105 cm                              | Dipinto per il cardinale Ropigliosi, futuro papa Clemente IX, su un tema da lui definito. Passò nelle collezionid el duca di Hertford e Richard Wallace. | Londra, Collezione Wallace                                                          | 141/121                                |
|          | Il ratto delle Sabine                                                | 1633–1634 or 1637–1638          | 159 x 206 cm                             | Secondo Blunt, questa versione è più vecchia di quella nuovaiorchese del Metropolitan; secondo Thuillier, questa è la più recente delle due. | Parigi, Museo del Louvre                                                            | 131/179                                |
|          | San Giovanni Battista battezza il popolo                             | 1633–1634 circa                 | 95 x 120 cm                              | Presente nella collezione Dal Pozzo, passò nella collezione dei duchi di Rutland nel 1785. Presente nella Collezione Bührle fino al 1971, quando venne acquistato dal Getty Museum. | Los Angeles, Getty Center                                                           | 94/70                                  |
|          | I compagni di Rinaldo                                                | 1633–1634 circa                 | 119 x 101 cm                             | Dalla collezione Dal Pozzo. Venne acquistato dal museo nel 1977. | New York, Metropolitan Museum of Art                                                | 106/205                                |
|          | Moïse faisant jaillir l'eau du rocher ou Le Frappement du rocher     | 1633–1635                       | 97 × 133 cm                              | Dalla collezione di Jean-Baptiste Colbert de Seignelay, presente poi nella galleria d'Orléans del Palais-Royal ed alla fine passato alla collezione di Francis Egerton, III duca di Bridgewater. Ancora oggi appartiene ai successori e agli eredi di Egerton.                                                                                      | Edimburgo, National Gallery of Scotland (loan)                                      | 101/22                                 |
|          | Paesaggio con un uomo morto a causa di un morso di un serpente       | 1633–1635 circa                 | 65 x 76 cm                               | Acquistato nel 1920 a Parigi da Duncan Grant. Lo possedeva Anthony Blunt prima della sua vendita al museo. | Montréal, Museo di belle arti                                                       | 96/215                                 |
|          | Gioco di fanciulli                                                   | 1633–1635 circa                 | 52 x 39 cm                               | Precedentemente nella collezione del duca di Westminster. | Lisbona, Museo Calouste Gulbenkian                                                  | 104/R109                               |
|          | Venere presenta le armi ad Enea                                      | 1633–1635 circa                 | 107 x 133 cm                             | Precedentemente nella collezione del principe di Cellamare. | Toronto, Museo des beaux-arts de l'Ontario                                          | 107/190                                |
|          | Tancredi ed Erminia                                                  | 1634 circa (or 1638–1639)       | 75 x 100 cm                              | Acquistato a Parigi nel 1717 da James Thornhill. Acquistato dall'Instituto nel 1938. | Birmingham, Barber Institute of Fine Arts                                           | 143/207                                |
|          | Il ratto delle Sabine                                                | 1634                            | 154,5 x 210 cm                           | Precedentemente nella collezione of Marie-Madeleine de Vignerot d'Aiguillon. | New York, Metropolitan Museum of Art                                                | 103/180                                |
|          | Gli Ebrei attraversano il mar Rosso                                  | 1634                            | 155,6 x 215,3 cm                         | Riscontro dell'Adorazione del Vitello d'oro. Proveniente dalla collezione dal Pozzo. Di proprietà dei conti di Radnor dal diciottesimo secolo al 1945. | Melbourne, National Gallery of Victoria                                             | 99/20                                  |
|          | Adorazione del Vitello d'oro                                         | 1634                            | 154 x 214 cm                             | Riscontro di Gli Ebrei attraversano il mar Rosso. Proveniente dalla collezione dal Pozzo. Di proprietà dei conti di Radnor dal diciottesimo secolo al 1945. | Londra, National Gallery                                                            | 100/26                                 |
|          | Salvataggio del giovane re Pirro                                     | 1634                            | 116 x 160 cm                             | Paid 70 écus for it on 2 September 1634 by a close contact of the pope. Passed into Richelieu's collezione then the French royal collezione in 1665 | Parigi, Museo del Louvre                                                            | 108/178                                |
|          | Paesaggio con rovine                                                 | 1634 circa                      | 72 x 98 cm                               | Attribution contestata da Thuillier. Blunt l'attribuisce a Jean Lemaire, Rosenberg a Poussin. | Madrid, Museo del Prado                                                             | R142                                   |
|          | Giovanni Battista battezza le folle                                  | 1634–1635                       | 94 x 120 cm                              | Presente nella collezione di André Le Nôtre, fu donato al re di Francia nel 1693. | Parigi, Museo del Louvre                                                            | 102/69                                 |
|          | Camillo e il maestro di Falerii                                      | 1634–1635 circa                 | 101 x 137 cm                             | Presente nella collezione dei principi di Schaumbourg-Lippe nel diciottesimo secolo.Faceva parte della collezione del Principe Paolo di Iugoslavia. Acquistato dal miseo nel 1970. | Pasadena (California), Norton Simon Museum                                          | 109/143                                |
|          | Imeneo travestito guarda una danza in onore di Priapo                | 1634–1638 circa                 | 167 x 376 cm                             | Commissionato dal re di Spagna, forse insieme a La caccia di Meleagro e Atalanta. | San Paolo, Museo d'arte                                                             | 116/176                                |
|          | La caccia di Meleagro e Atalanta                                     | 1634–1638                       | 160 x 360 cm                             | Commissionato dal re di Spagna, forse insieme a Imeneo travestito guarda una danza in onore di Priapo. | Madrid, Museo del Prado                                                             | 115/163                                |
|          | Santa Cecilia                                                        | 1635 circa                      | 117,7 cm x 89 cm                         | Presente nell'Alcázar Reale di Madrid nel 1734. Attribuzione contestata da Thuillier. | Madrid, museo del Museo del Prado                                                   | B19/96                                 |
|          | La presa di Gerusalemme                                              | 1638                            | 147 x 198 cm                             | Firmato come "Ni Pussin Fec" nel secondo scudo da destra. Commissionato dai Barberini nel 1639 come dono per l'ambasciatore del Sacro Romano Impero Germanico. | Vienna, Kunsthistorisches Museum                                                    | 132/37                                 |
|          | Il trionfo di Nettuno o La nascita di Venere (Baccanali Richelieu I) | 1635 or 1636                    | 97,2 × 108 cm                            | Da una serie commissionata dal cardinale Richelieu per il suo castello. | Filadelfia, Museum of Art                                                           | 110/167                                |
|          | Il trionfo di Sileno (Baccanali Richelieu II)                        | 1637                            | 143,5 x 121,3 cm                         | Da una serie commissionata dal cardinale Richelieu per il suo castello. Blunt e Thullier lo considerano una copia di un originale perduto. Rosenberg e la National Gallery lo ritengono autentico. | Londra, National Gallery                                                            | 111/138                                |
|          | Il trionfo di Pan (Baccanali Richelieu III)                          | 1635–1636                       | 134 x 145 cm                             | Da una serie commissionata dal cardinale Richelieu per il suo castello. | Londra, National Gallery                                                            | 112/136                                |
|          | Il trionfo di Bacco (Baccanali Richelieu IV)                         | 1635–1636                       | 128,3 x 151,1 cm                         | Da una serie commissionata dal cardinale Richelieu per il suo castello. Blunt e Thullier lo considerano una copia di un originale perduto. Rosenberg lo ritiene autentico. | Kansas City, Nelson-Atkins Museum of Art                                            | 113/137                                |
|          | I Sette Sacramenti I: Confessione                                    | 1636–1640 circa                 | 95,5 x 121 cm                            | Distrutto in un incendio al castello di Belvoir nel 1816. | Distrutto                                                                           | /108                                   |
|          | I Sette Sacramenti I: Il matrimonio                                  | 1636–1640 circa                 | 95,5 x 121 cm                            | Secondo dipinto della serie, preceduto dalla Confessione. | Castello di Belvoir, Leicestershire, collezione del duca di Rutland                 | 125/111                                |
|          | I Sette Sacramenti I: Unzione degli infermi                          | 1636-1640 circa                 | 95,5 x 121 cm                            | Proveniente dalla collezione dal Pozzo. Acquistato dai duchi di Rutland nel 1784–1785. Acquistato dal museo di Cambridge nel 2012. | Cambridge, Fitzwilliam Museum                                                       | 126/109                                |
|          | I Sette Sacramenti I: Confermazione                                  | 1636-1640 (vers)                | 95,5 x 121 cm                            | Proveniente dalla collezione dal Pozzo. Acquistato dai duchi di Rutland nel 1784–1785. | Castello di Belvoir, Leicestershire, collezione del duca di Rutland                 | 127/106                                |
|          | I Sette Sacramenti I: Ordine sacro                                   | 1636–1640 circa                 | 95,5 x 121 cm                            | Proveniente dalla collezione dal Pozzo. Acquistato dai duchi di Rutland nel 1784–1785. Venne quasi venduto nel 2010 per 15 milioni di sterline. Acquistato dal museo nel 2011. | Fort Worth, Kimbell Art Museum                                                      | 128/110                                |
|          | I Sette Sacramenti I: Eucaristia                                     | 1636-1640 circa                 | 95,5 x 121 cm                            | Proveniente dalla collezione dal Pozzo. Acquistato dai duchi di Rutland nel 1784–1785. | Castello di Belvoir, Leicestershire, collezione del duca di Rutland                 | 129/107                                |
|          | I Sette Sacramenti I: Battesimo                                      | 1636–1642                       | 95,5 × 121 cm                            | Completato nel 1642 a Parigi. Proveniente dalla collezione dal Pozzo. Acquistato dai duchi di Rutland nel 1784–1785. Venne separato dal resto della serie dopo una vendita nel 1939. | Washington, National Gallery of Art                                                 | 130/105                                |
|          | L'infanzia di Giove                                                  | 1636–1637 circa                 | 96,2 x 119,6 cm                          | Apparso nella metà del diciottesimo secolo. | Londra, Dulwich Picture Gallery                                                     | 139/161                                |
|          | Paesaggio con Giunone e Argo                                         | 1636–1637 circa                 | 120 x 195 cm                             | Presente nel 1638 nella collezione della famiglia Giustiniani a Roma. | Berlino, Gemäldegalerie                                                             | 95/160                                 |
|          | Camillo e il maestro di scuola di Falerii                            | 1637                            | 252 x 265 cm                             | Realizzato per Louis Phélypeaux de La Vrillière. | Parigi, Museo del Louvre                                                            | 122/142                                |
|          | Pan e Siringa                                                        | 1637                            | 106,5 x 82 cm                            | Acquistato da Augusto III di Sassonia a Parigi nel 1742. | Dresda, Gemäldegalerie Alte Meister                                                 | 120/171                                |
|          | Paesaggio con san Gerolamo                                           | 1637–1638                       | 155 x 234 cm                             | Da una serie di dipinti sugli eremiti of hermits commissionati dagli artisti residenti a Roma da Filippo IV di Spagna per decorare il suo Palazzo del Ritiro. | Madrid, Museo del Prado                                                             | 114/103                                |
|          | Paesaggio con uomo che beve                                          | 1637–1638 circa                 | 63 x 78 cm                               | Forse dalla collezione Dal Pozzo, riapparso nel 1939. Riscontro di Paesaggio con i viaggiatori che riposano. | Londra, National Gallery                                                            | 133/213                                |
|          | Paesaggio con i viaggiatori che riposano                             | 1637–1638 circa                 | 63 x 75 cm                               | Possibly Dal Pozzo collezione, reappeared in 1939. Riscontro di Paesaggio con uomo che beve. | Londra, National Gallery                                                            | 134/214                                |
|          | Gli Ebrei raccolgono la manna nel deserto                            | 1637–1639                       | 149 x 200 cm                             | Dipinto per Paul Fréart de Chantelou. | Parigi, Museo del Louvre                                                            | 135/21                                 |
|          | Il ritrovamento di Mosè                                              | 1638                            | 93 x 121 cm                              | Precedentemente posseduto da André Le Nôtre che nel 1693 lo donò al re di Francia. | Parigi, Museo del Louvre                                                            | 136/12                                 |
|          | Teseo scopre la spada di suo padre                                   | 1638 circa                      | 98 x 134 cm                              | La decorazione architettonica venne dipinta da Jean Lemaire. | Chantilly, Museo Condé                                                              | 90/182                                 |
|          | La sacra famiglia                                                    | 1638 circa                      | 67 x 49 cm                               | Dalla collezione di Giulio Rospigliosi, poi passato a quella del cardinale Fesch, poi quella di Frédéric Reiset. Attribuzione accettata ma poi rifiutata da Blunt, rifiutata da Thuillier e da Rosenberg ma poi accettata da quest'ultimo. | Chantilly, Museo Condé                                                              | B24/52                                 |
|          | I pastori dell'Arcadia - Et in Arcadia ego II                        | 1638–1639                       | 85 x 121 cm                              | Acquistato da Luigi XIV nel 1685. | Parigi, Museo del Louvre                                                            | 137/120                                |
|          | Santa Margherita                                                     | 1638–1640 circa                 | 220 x 145 cm                             | Forse commissionato da Dal Pozzo per una chiesa in Piemonte. | Torino, Galleria Sabauda                                                            | 142/104                                |
|          | Venere presenta le armi ad Enea                                      | 1639                            | 105 x 142 cm                             | Dipinto per Jacques Stella. | Rouen, Museo di belle arti                                                          | 138/191                                |
|          | Il piccolo Giove allattato dalla capra Amaltea                       | 1640                            | 97 × 133 cm                              | Presente nella collezione di Federico II di Prussia nel 1786. | Berlino, Gemäldegalerie                                                             | 145/162                                |
|          | La continenza di Scipione                                            | 1640                            | 114 x 163 cm                             | Presente nella collezione di Robert Walpole, che venne acquistata da Caterina II di Russia nel 1772. | Mosca, Museo Puškin                                                                 | 146/181                                |
|          | Paesaggio con san Matteo e l'angelo                                  | 1640                            | 99 x 135 cm                              | Venduto per 70 scudi il 28 ottobre 1640. Venne lasciato al cardinale Barberini, e nel 1873 venne acquistato dalla Gemäldegalerie. Riscontro di Paesaggio con san Giovanni in Patmo. | Berlino, Gemäldegalerie                                                             | 147/87                                 |
|          | Paesaggio con Giovanni Evangelista a Patmos                          | 1640                            | 100,3 x 136,4 cm                         | Venduto per 70 scudi il 28 ottobre 1640. Riapparve nel 1930. Riscontro di Paesaggio con san Matteo e l'angelo. | Chicago, Art Institute                                                              | 148/86                                 |
|          | Istituzione dell'Eucaristia                                          | 1641                            | 325 x 250 cm                             | Commissionato nel Dicembre del 1640 per Luigi XIII di Francia per la cappella del castello di Saint-Germain-en-Laye. | Parigi, Museo del Louvre                                                            | 149/78                                 |
|          | Mosè al roveto ardente                                               | 1641                            | 203,7 x 170,8 cm                         | Commissionato dal cardinale Richelieu per abbellire un camino del gran gabinetto del Palais-Cardinal (futuro Palais-Royal). Entrato nella collezione reale danese nel 1761. | Copenaghen, Statens Museum for Kunst                                                | 150/18                                 |
|          | Il Tempo sottrae la Verità all'Invidia e alla Discordia              | 1641                            | 297 cm di diametro                       | Commissionato dal cardinale Richelieu per abbellire un camino del gran gabinetto del Palais-Cardinal. | Parigi, Museo del Louvre                                                            | 152/122                                |
|          | Il miracolo di san Francesco Saverio                                 | 1641–1642                       | 444 x 234 cm                             | Commissionato da François Sublet des Noyers per l'altare di una cappella di un noviziato gesuita. | Parigi, Museo del Louvre                                                            | 151/101                                |
|          | Madonna Roccatagliata                                                | 1641–1642                       | 71 x 55,5 cm                             | Dipinto per l'ambasciatore dell'Ordine di Malta a Roma. Acquistato dall'Istituto nel 1954. | Detroit, Institute of Arts                                                          | 153/46                                 |
|          | Le Ravissement de saint Paul                                         | 1643                            | 41,5 x 30 cm                             | Dipinto realizzato per Paul Fréart de Chantelou. Venne acquistato dal museo nel 1956. | Sarasota, Florida, John and Mable Ringling Museum of Art                            | 154/88                                 |
|          | ‘'I Sette Sacramenti II: Unzione degli infermi                       | 1644                            | 117 x 178 cm                             | Serie dipinta per Paul Fréart de Chantelou. Passò nella collezione d'Orléans, che venne dispersa in Inghilterra nel 1798. | Edimburgo, National Gallery of Scotland, collezione del Duca di Sutherland          | 159/116                                |
|          | I Sette Sacramenti II: Confermazione                                 | 1645                            | 117 x 178 cm                             | Serie dipinta per Paul Fréart de Chantelou. Passò nella collezione d'Orléans, che venne dispersa in Inghilterra nel 1798. | Edimburgo, National Gallery of Scotland, collezione del Duca di Sutherland          | 160/113                                |
|          | I Sette Sacramenti II: Battesimo                                     | 1646                            | 117 x 178 cm                             | Serie dipinta per Paul Fréart de Chantelou. Passò nella collezione d'Orléans, che venne dispersa in Inghilterra nel 1798. | Edimburgo, National Gallery of Scotland, collezione del Duca di Sutherland          | 161/112                                |
|          | I Sette Sacramenti II: Confessione                                   | 1647                            | 117 x 178 cm                             | Serie dipinta per Paul Fréart de Chantelou. Passò nella collezione d'Orléans, che venne dispersa in Inghilterra nel 1798. | Edimburgo, National Gallery of Scotland, collezione del Duca di Sutherland          | 162/115                                |
|          | I Sette Sacramenti II: Ordine sacro                                  | 1647                            | 117 x 178 cm                             | Serie dipinta per Paul Fréart de Chantelou. Passò nella collezione d'Orléans, che venne dispersa in Inghilterra nel 1798. | Edimburgo, National Gallery of Scotland, collezione del Duca di Sutherland          | 163/117                                |
|          | I Sette Sacramenti II: Eucaristia                                    | 1647                            | 117 x 178 cm                             | Serie dipinta per Paul Fréart de Chantelou. Passò nella collezione d'Orléans, che venne dispersa in Inghilterra nel 1798. | Edimburgo, National Gallery of Scotland, collezione del Duca di Sutherland          | 164/114                                |
|          | I Sette Sacramenti II: Matrimonio                                    | 1647–1648                       | 117 x 178 cm                             | Serie dipinta per Paul Fréart de Chantelou. Passò nella collezione d'Orléans, che venne dispersa in Inghilterra nel 1798. | Edimburgo, National Gallery of Scotland, collezione del Duca di Sutherland          | 165/118                                |
|          | Mosè bambino calpesta la corona del faraone                          | 1645                            | 101 x 144 cm                             | Dalla collezione d'Orléans, venduto in Inghilterra in 1798. | Woburn Abbey (Bedfordshire), collezione del duca di Bedford                         | 156/16                                 |
|          | Crocifissione                                                        | 1645–1646                       | 148 x 218 cm                             | Commissionato prima del maggio del 1644 dal magistrato Jacques-Auguste II de Thou, poi passato alla famiglia di Jacques Stella. Acquistato dall'Atheneum nel 1935. | Hartford, Wadsworth Atheneum                                                        | 157/79                                 |
|          | Mosè e Aronne dinnanzi al faraone                                    | 1645–1648 circa                 | 92 x 128 cm                              | Riscontro di Mosè bambino calpesta la corona del faraone. Dipinto realizzato per Camillo Massimi. | Parigi, Museo del Louvre                                                            | 167/19                                 |
|          | Mosè bambino calpesta la corona del faraone                          | 1645–1648 circa                 | 92 x 128 cm                              | Riscontro di Mosè e Aronne dinnanzi al faraone. Dipinto realizzato per Camillo Massimi. | Parigi, Museo del Louvre                                                            | 166/15                                 |
|          | Il ritrovamento di Mosè                                              | 1647                            | 120 x 195 cm                             | Acquistato da Armand Jean de Vignerot du Plessis e poi entrato nella collezione reale francese nel 1665. | Parigi, Museo del Louvre                                                            | 169/13                                 |
|          | Il battesimo di Cristo                                               | 1648                            | 30 x 23                                  | Dipinto per Paul Fréart de Chantelou in seguito ad una commissione del 1645. Dipinto su un pannello di cipresso. | New York, collezione Wildenstein                                                    | 170/71                                 |
|          | Sacra Famiglia sulle scale                                           | 1648                            | 118 x 197 cm                             | Secondo gli archivi è l'originale, mentre la versione conservata a Washington D.C. è solo una copia. Dopo essere stato portato con l'inganno dalla Francia ed essere stato acquistato dal museo di Cleveland, venne condiviso amichevolmente con il Louvre.                                                                                         | Cleveland, Museum of Art, Parigi, Museo del Louvre                                  | 172/53                                 |
|          | Rebecca al pozzo                                                     | 1648                            | 118 x 197 cm                             | Passò nelle mani di Armand Jean de Vignerot du Plessis e poi passò alla collezione reale francese nel 1665. | Parigi, Museo del Louvre                                                            | 173/8                                  |
|          | Paesaggio con i funerali di Focione                                  | 1648                            | 117,5 x 178 cm                           | Forse dipinto per l'uomo d'affari lionese Jacques Sérisier. Riscontro di Le ceneri di Focione raccolte dalla vedova. | Cardiff, Museo nazionale del Galles                                                 | 176/173                                |
|          | Le ceneri di Focione raccolte dalla vedova                           | 1648                            | 116 x 178,5 cm                           | Forse dipinto per l'uomo d'affari lionese Jacques Sérisier. Riscontro di Paesaggio con i funerali di Focione. | Liverpool, Walker Art Gallery                                                       | 177/174                                |
|          | Paesaggio con un uomo ucciso da un serpente                          | 1648                            | 119 x 198,5 cm                           | Una copia antica si trova nel Museo Magnin di Digione. | Londra, National Gallery                                                            | 178/209                                |
|          | Paesaggio con Orfeo ed Euridice                                      | 1648                            | 120 x 200 cm                             | Acqustato dalla collezione reale francese nel 1685. Il quadro è mutilo della parte superiore e di quella inferiore. | Parigi, Museo del Louvre                                                            | 179/170                                |
|          | Paesaggio con Diogene                                                | 1648                            | 160 x 221 cm                             | Dalla collezione del duca di Richelieu, acquistata da Luigi XIV nel 1665. | Parigi, Museo del Louvre                                                            | 180/150                                |
|          | Paesaggio con strada selciata o La strada romana                     | 1648                            | 79 x 99,7 cm                             | Commissionato da Jean Nointel. Riscontro del Paesaggio con uomo che si lava i piedi. Attribuzione di Blunt ma rifiutata da Thuillier. | Londra, Dulwich Picture Gallery                                                     | 174 (copia)/210                        |
|          | Paesaggio con uomo che si lava i piedi                               | 1648                            | 74 x 100,3 cm                            | Commissionato da Jean Nointel. Riscontro del Paesaggio con strada selciata. Attribuzione di Blunt ma rifiutata da Thuillier. | Londra, National Gallery                                                            | 175 (copia)/211                        |
|          | Paesaggio con Polifemo                                               | 1649                            | 150 x 198 cm                             | Acquistato da Caterina II di Russia nel 1772 su suggerimento di Denis Diderot. | San Pietroburgo, Ermitage                                                           | 182/175                                |
|          | Il giudizio di Salomone                                              | 1649                            | 101 x 150 cm                             | Entrato nella collezione reale francese nel 1685. | Parigi, Museo del Louvre                                                            | 183/35                                 |
|          | Mosè fa scaturire l'acqua dalla roccia                               | 1649                            | 150 × 196 cm                             | Dipinto per Jacques Stella. Presente nella collezione Robert Walpole nel 1733, poi acquistata da Caterina II di Russia nel 1779. | San Pietroburgo, Ermitage                                                           | 185/23                                 |
|          | Sacra famiglia detta aux dix figures                                 | 1649                            | 79 x 106 cm                              | Dipinto per Pointel, antico collezionista Sérisier, e donato al museo nel 1902. Thuillier lo considera una copia. | Dublino, National Gallery of Ireland                                                | 164 (copia)/59                         |
|          | Autoritratto                                                         | 1649                            | 78 x 65 cm                               | Presenta la seguente iscrizione: "Nicolaus Poussinus Andelyensis Academicus Romanus Primus Pictor Ordinarius Ludovici Iusti Regis Galliae. Anno Domini 1649. Romae. Aetatis suae 55" Dipinto per l'amico Jacques Pointel. Acquistato dalla Gemäldegalerie nel 1821.                                                                                 | Berlino, Gemäldegalerie                                                             | 186/1                                  |
|          | Autoritratto                                                         | 1649–1650                       | 98 x 74 cm                               | Presenta la seguente iscrizione: "Effigies Nicolai Poussini Andelyensis Pictoris Anno Aetatis 56 Romae Anno Iubilei 1650" Dipinto per l'amico Paul Fréart de Chantelou. Acquistato dalla collezione nazionale francese nel 1797. | Parigi, Museo del Louvre                                                            | 190/2                                  |
|          | Assunzione della Vergine                                             | 1649–1650                       | 57 x 40 cm                               | Presente nella collezione reale francese dal 1685. | Parigi, Museo del Louvre                                                            | 188/93                                 |
|          | L'estasi di san Paolo                                                | 1649–1650                       | 148 x 120 cm                             | Dipinto per Paul Scarron, passò nella collezione di Armand Jean de Vignerot du Plessis e poi nella collezione reale francese nel 1665. | Parigi, Museo del Louvre                                                            | 189/89                                 |
|          | Paesaggio con tre monti                                              | 1648–1650                       | 117 x 193 cm                             | Dalla collezione di Paolo di Iugoslavia. Una copia antica si trova al Museo Ingres di Montauban. | Belgrado, Beli dvor                                                                 | 191/100                                |
|          | Paesaggio con donna che si lava i piedi                              | 1650                            | 114 x 175 cm                             | Dipinto per Michel Passart. Acquistato dalla Galleria nel 1944. Una copia antica si trova al Museo Condé di Chantilly. | Ottawa, National Gallery of Canada                                                  | 192/212                                |
|          | Guarigione del cieco                                                 | 1650                            | 119 x 176 cm                             | Dipinto per il mercante di seta lionese Reynon, venne acquistato da Armand Jean de Vignerot du Plessis e passò alla collezione reale francese nel 1665. | Parigi, Museo del Louvre                                                            | 193/74                                 |
|          | Sacra Famiglia                                                       | 1650–1651 circa                 | 97,8 × 129,5 cm                          | Acquistato nel 1942. | Cambridge (Massachusetts), Fogg Art Museum                                          | 195/54                                 |
|          | Sacra famiglia con sant'Elisabetta e il Battista fanciullo           | 1650 circa                      | 94 x 122 cm                              | Dipinto per la moglie di Nicolas Fouquet e poi passato alla collezione reale francese nel 1685. | Parigi, Museo del Louvre                                                            | 196/55                                 |
|          | Il ritrovamento di Mosè                                              | 1651                            | 116 x 177,5 cm                           | Dipinto per Reynon. Acquistato insieme alla National Gallery di Londra. | Cardiff, Museo nazionale del Galles / Londra, The National Gallery                  | 197/14                                 |
|          | Sacra famiglia detta aux neuf figures                                | 1651                            | 96,5 x 133 cm                            | Dipinto per Carlo III di Créquy. In esposizione alla Chatsworth House fino al 1981. | Pasadena (California), Norton Simon Museum                                          | 198/58                                 |
|          | Paesaggio in tempesta con Piramo e Tisbe                             | 1651                            | 192 x 273 cm                             | Dipinto per Cassiano dal Pozzo. Acquistato dal museo nel | Francoforte, Städel Museum                                                          | 202/177                                |
|          | Paesaggio con calma                                                  | 1651                            | 99 x 132 cm                              | Riscontro della Tempesta di Rouen. Riscoperto nel 1977. Conservato nel castello Sudeley di Winchcombe (Gloucestershire) fino al 1997. | Los Angeles, Getty Center                                                           | 201/                                   |
|          | La tempesta                                                          | 1651 circa                      | 99 x 132 cm                              | Riscontro del Paesaggio con calma di Los Angeles. Ricomparso in un mercato d'arte nel 1950. | Rouen, Museo des beaux-arts                                                         | 200/217                                |
|          | Paesaggio ideale                                                     | 1651–1653                       | 120 × 187 cm                             | Menzionato nel catalogo del Palazzo Reale della Granja de San Ildefonso nel 1746. | Madrid, Museo del Prado                                                             | 199/216                                |
|          | Achille a Sciro o Achille tra le figlie di Licomede                  | 1651–1653 circa                 | 97,5 x 131,1 cm                          | Acquistato dal museo nel 1946. | Boston, Museum of Fine Arts                                                         | 204/126                                |
|          | Coriolano                                                            | 1652–1653 circa                 | 112 x 198,5 cm                           | Proveniente dal bottino di Simon-Charles, raccolto durante la rivoluzione francese, e inviato a Les Andelys nel 1802. | Les Andelys, Museo Nicolas Poussin                                                  | 203/147                                |
|          | Il ritrovamento di Eudamida                                          | 1653 circa                      | 110,5 x 138,5 cm                         | Dipinto per Michel Passart. | Copenaghen, Statens Museum for Kunst                                                | 206/152                                |
|          | Cristo e l'adultera                                                  | 1653 circa                      | 121 x 195 cm                             | Dipinto per André Le Nôtre e donato a Luigi XIV nel 1693. | Parigi, Museo del Louvre                                                            | 207/76                                 |
|          | L'Adorazione dei pastori                                             | 1653 circa                      | 121 x 195 cm                             | Dipinto per André Le Nôtre e donato a Luigi XIV nel 1693. | New Haven, Yale University Art Gallery                                              | 205 (?)/42                             |
|          | Noli Me Tangere                                                      | 1653                            | 47 x 39 cm                               | Menzionato nel catalogo del Palazzo Reale della Granja de San Ildefonso nel 1746. Il suo riscontro perduto era un Lamento sul Cristo morto. | Madrid, Museo del Prado                                                             | 208/R41                                |
|          | La Natività                                                          | circa 1653                      | 46 x 39,5 cm                             | Olio su legno. Riscontro dell'Annunciatione di Monaco di Baviera. Attribuzione contestata da Blunt. | Oberschleissheim, schloss Schleissheim (Bayerische Staatsgemäldesammlungen)         | 209/R19                                |
|          | Annunciazione                                                        | circa 1653                      | 45 x 38 cm                               | Olio su legno. Riscontro della Natività di Monaco di Baviera. Attribuzione contestata da Blunt. | Oberschleissheim, schloss Schleissheim (Bayerische Staatsgemäldesammlungen)         | 225/39                                 |
|          | Mosè abbandonato sul Nilo                                            | 1654                            | 150 x 204 cm                             | Dipinto per Jacques Stella. Presente nella collezione dei duchi d'Orléans prima del 1727. | Oxford, Ashmolean Museum                                                            | 211/11                                 |
|          | Morte di Saffira                                                     | 1654–1656                       | 122 × 199 cm                             | Acquistato da Luigi XIV nel 1685. | Parigi, Museo del Louvre                                                            | 210/85                                 |
|          | Ester davanti ad Assuero                                             | 1655                            | 119 x 155 cm                             | Dipinto per Sérisier, passò nella collezione Seigneley, poi in quella dei duchi d'Orléans, che venne acquistata da Caterina II di Russia. | San Pietroburgo, Ermitage                                                           | 212/36                                 |
|          | Sacra famiglia                                                       | 1655                            | 172 x 133,5 cm                           | Presente nella collezione Warpole prima del 1739. Acquistato nel 1779 da Caterina II di Russia. | San Pietroburgo, Ermitage                                                           | 213/56                                 |
|          | Sacra famiglia con il Battista                                       | 1655                            | 198 x 128 cm                             | Forse commissionato dal duca de Créqui. Precedentemente nella the collezione dei conti di Yarborough. | Sarasota (Florida), John and Mable Ringling Museum of Art                           | 214/51                                 |
|          | Saint Pierre et saint Jean guérissant le boiteux                     | 1655                            | 126 x 165 cm                             | Dipinto per un tesoriere di Lione, Mercier. Presente nella collezione del principe Liechtenstein fino al 1924. | New York, Metropolitan Museum of Art                                                | 216/84                                 |
|          | La Sacra Famiglia con sant'Elisabetta e Giovanni Battista            | 1655                            | 68 x 51 cm                               | Acquistato da Luigi XIV nel 1685. | Parigi, Museo del Louvre                                                            | 217/57                                 |
|          | L'adorazione dei pastori                                             | 1655 circa                      | 96 x 134 cm                              | Dalla collezione degli elettori Palatini di Mannheim, ereditato dagli elettori di Baviera nel 1777. | Oberschleissheim, now the Schloss Schleissheim (Bavaria State paintings collezione) | 221/41                                 |
|          | Saint Jean baptisant le Christ                                       | 1655–1657                       | 92 x 129 cm                              | Riscoperto nel 1911. | Filadelfia, Museo d'arte                                                            | 220/                                   |
|          | La Sacra Famiglia in Egitto                                          | 1655–1657                       | 105 × 145 cm                             | Painted for madame de Montmort, wife of Fréart de Chantelou | San Pietroburgo, Ermitage                                                           | 219/65                                 |
|          | Achille a Sciro                                                      | 1656                            | 100,33 x 133,35 cm                       | Dipinto per il duca di Créqui. Attribuzione supportata da Blunt ma rifiutata da Thuillier. | Richmond (Virginia), Museo di belle arti della Virginia                             | 218/127                                |
|          | Il battesimo di Cristo                                               | 1657 circa                      | 80,5 x 106,7 cm                          | Proveniente dall'antica collezione Wemyss, venne venduto nel 2010. Una copia del quadro a Filadelfia è stata riconosciuta come originale nel 1994. | Collezione privata                                                                  |                                        |
|          | La nascita di Bacco                                                  | 1657                            | 123 x 179 cm                             | Dipinto per Jacques Stella, passò nella collezione d'Orléans. Samuel Sachs lo donò al museo nel 1942. | Cambridge (Massachusetts), Fogg Art Museum                                          | 226/132                                |
|          | Annunciazione                                                        | 1657                            | 105,8 x 103,9 cm                         | Forse dipinto per la cappella funeraria nella basilica di Santa Maria sopra Minerva a Roma. Firmato come "Poussin faciebat. anno. salutis. MDCLVII. Alex. sept. Pont. Max. Regnante Roma." | Londra, National Gallery                                                            | 228/39                                 |
|          | La visione di santa Francesca Romana                                 | 1657 circa                      | 125 x 102 cm                             | Dipinto per Giulio Rospigliosi. Dopo essere scomparso per 200 anni riapparve in un mercato d'arte. Acquistato dal Louvre nel 1999. | Parigi, Museo del Louvre                                                            | 223/99                                 |
|          | La fuga in Egitto                                                    | 1657–1658                       | 146 x 216 cm                             | Riscoperto nel 1986, venne classificato come 'tesoro nazionale'. Venne acquistato nel 2007 dal Museo del Louvre e venne conservato a Lione. | Lione, Museo di belle arti                                                          | 230/61                                 |
|          | Lamentazione su Cristo morto                                         | 1657–1658 circa                 | 94 x 130 cm                              | Acquistato nel 1882 dal duca di Hamilton. | Dublino, Galleria nazionale d'Irlanda                                               | 229/83                                 |
|          | La regina Zenobia trovata sul bordo dell'Arasse                      | 1657–1660                       | 156 x 194,5 cm                           | Presente nella collezione Rospigliosi nel 1713. | San Pietroburgo, Ermitage                                                           | 233/L28                                |
|          | Paesaggio con Diana e Orione                                         | 1658                            | 119 x 182,9 cm                           | Dipinto per Michel Passart. Presente nella collezione di Paul Sanford Methuen. Acquistato dal museo nel 1924. | New York, Metropolitan Museum of Art                                                | 227/169                                |
|          | Paesaggio con due ninfe                                              | 1659 circa                      | 118 x 179 cm                             | Forse dipinto per Charles Le Brun. Acquistato con la collezione Reiser dal duca d'Aumale. | Chantilly, museo Condé                                                              | 231/208                                |
|          | Paesaggio con Ercole e Caco                                          | 1659–1661 circa                 | 156,5 x 202 cm                           | Acquistato da Caterina II di Russia inel 1772 da Hubert de Brienne de Conflans. | Mosca, Museo Puškin                                                                 | 240/158                                |
|          | Le quattro stagioni: Primavera o Adamo ed Eva                        | 1660–1664                       | 116 x 160 cm                             | Serie dipinta per Armand Jean de Vignerot du Plessis e passata nella collezione reale francese nel 1665. | Parigi, Museo del Louvre                                                            | 234/3                                  |
|          | Le quattro stagioni: Estate o Rut e Boaz                             | 1660–1664                       | 116 x 160 cm                             | Serie dipinta per Armand Jean de Vignerot du Plessis e passata nella collezione reale francese nel 1665. | Parigi, Museo del Louvre                                                            | 235/4                                  |
|          | Le quattro stagioni: Autunno                                         | 1660–1664                       | 116 x 160 cm                             | Serie dipinta per Armand Jean de Vignerot du Plessis e passata nella collezione reale francese nel 1665. | Parigi, Museo del Louvre                                                            | 236/5                                  |
|          | Le quattro stagioni: Inverno o Il diluvio                            | 1660–1664                       | 116 x 160 cm                             | Serie dipinta per Armand Jean de Vignerot du Plessis e passata nella collezione reale francese nel 1665. | Parigi, Museo del Louvre                                                            | 237/6                                  |
|          | Eleazar e Rebecca                                                    | 1660–1665 circa                 | 96,5 x 138 cm                            | Riscoperto da Anthony Blunt nel 1933 ed acquistato dal museo dopo la sua morte. | Cambridge, Fitzwilliam Museum                                                       | 239/9                                  |
|          | Paesaggio con Agar e l'angelo o Agar e l'angelo                      | 1660–1665 circa                 | 100 x 75 cm                              | Riscoperto nel 1960 by André Chastel. | Roma, Galleria Nazionale d'Arte Antica, palazzo Barberini                           | 241/7                                  |
|          | Apollo e Dafne                                                       | 1664                            | 155 x 200 cm                             | Incompleto alla morte dell'artista, venne dato a Camillo Massimi. Acquistato dal Louvre nel 1869. | Parigi, Museo del Louvre                                                            | 242/131                                |